# Coeloneurum
Coeloneurum, monotipski rod dvosupnica iz potporodice Goetzeoideae, dio porodice Solanaceae.. Jedina vrsta je C. ferrugineum. Domaće područje ove vrste je Hispaniola. To je grm ili drvo i uglavnom raste u vlažnom tropskom biomu.
Opisan je u Sitzungsberichte der Mathematisch-Physikalischen Classe (Klasse) der K. B. Akademie der Wissenschaften zu München 19: 280. 1890.